# Exposiciones temporales pasadas de Tate Modern
Esta es una lista de las exposiciones temporales que han sido exhibidas en Tate Modern desde su inauguración el 20 de mayo de 2000 hasta septiembre de 2008. Las exposiciones marcadas con un asterisco (*) tuvieron la entrada gratuita:

## 2007
- Dibujos de la Colección de Arte de UBS: del 4 de mayo al 11 de noviembre de 2007[1]
- Dalí en Tate Modern: del 1 de junio al 9 de septiembre de 2007[2]
- Hélio Oiticica: el cuerpo del color: del 6 de junio al 23 de septiembre de 2007[3]
- Aprender a leer*: del 19 de junio al 2 de septiembre de 2007[4]
- Ciudades globales: del 20 de junio al 28 de agosto de 2007[5]
- Claire Harvey: fácilmente removible*: del 20 de julio de 2007 al 2 de marzo de 2008[6]
- Plataforma del artista: Matei Bejeranu*: del 8 al 9 de septiembre de 2007[7]
- La fuerza irresistible*: del 20 de septiembre al 25 de noviembre de 2007[8]
- Las series Unilever: Doris Salcedo: Shibboleth: del 9 de octubre de 2007 al 6 de abril de 2008[9]
- Louise Bourgeois: del 10 de octubre de 2007 al 20 de enero de 2008[10]
- El mundo como un escenario: del 24 de octubre de 2007 al 1 de enero de 2008[11]
- Iluminaciones*: del 14 de diciembre de 2007 al 24 de febrero de 2008[12]

## 2008

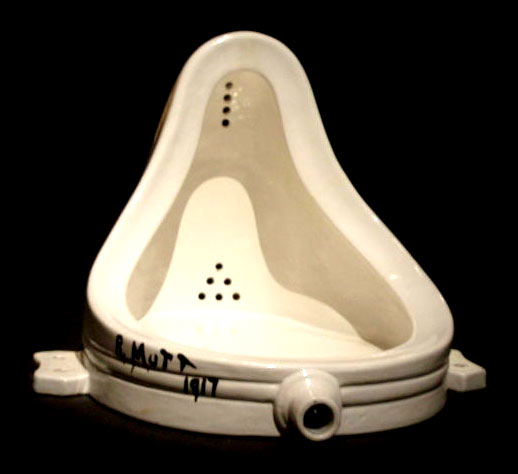
Fuente, de Marcel Duchamp, obra expuesta en la Tate Modern durante la exposición Duchamp, Man Ray, Picabia.

- Juan Muñoz: una retrospectiva: del 24 de enero al 27 de abril de 2008[13]
- Maison Tropicale para museo de diseño en Tate Modern: del 5 de febrero al 13 de abril de 2008[14]
- Duchamp, Man Ray, Picabia: del 21 de febrero al 26 de mayo de 2008[15]
- Aquí bailamos: del 14 de marzo al 26 de mayo de 2008[16]
- Tony Conrad: del 13 de junio al 15 de junio de 2008[17]
- Arte callejero: del 23 de mayo al 25 de agosto de 2008[18][19]
- 9 escritos desde una nación en guerra*: del 13 de junio al 25 de agosto de 2008[20]
- Caja H*: del 3 de julio al 17 de agosto de 2008[21]
- Calle y estudio: una historia urbana de la fotografía: del 22 de mayo al 31 de agosto de 2008
- Cy Twombly: del 19 de junio al 14 de septiembre de 2008[22]
- Signo y textura: del 5 de mayo al 19 de octubre de 2008
- Latifa Echakhch*: del 19 de septiembre al 23 de noviembre de 2008[23]
- Cildo Mereiles: del 14 de octubre de 2008 al 11 de enero de 2009[24]
- Rothko: del 26 de septiembre de 2008 al 1 de febrero de 2009[25]
- Nicholas Hlobo: del 9 de diciembre de 2008 al 29 de marzo de 2009[26]
- Las inauguraciones UBS: pinturas de la década de los 80: del 12 de noviembre de 2008 al 13 de abril de 2009[27]

## 2009
- Ródchenko y Popova: definiendo el constructivismo: del 12 de febrero al 17 de mayo de 2009[28]
- Roni Horn, también conocida como Roni Horn: del 25 de febrero al 25 de mayo de 2009[29]
- Stutter*: del 23 de abril al 16 de agosto de 2009[30]
- Per Kirkeby: del 17 de junio al 6 de septiembre de 2009[31]
- Futurismo: del 12 de junio al 20 de septiembre de 2009[32]
- Jill Magid, autoridad para eliminar*: del 10 de septiembre de 2009 al 3 de enero de 2010[33]
- Vida Pop, arte en un mundo material: del 1 de octubre de 2009 al 17 de enero de 2010[34]
- John Baldessary, pura belleza: del 13 de octubre de 2009 al 10 de enero de 2010[35]